# Marie-Hélène da Silva
Marie-Hélène da Silva (* 1956) ist eine kanadische Geigerin, Schauspielerin und Musikerzieherin.

## Leben
Da Silva studierte Musik und Pädagogik an der Université du Québec. 1980 war sie Mitbegründerin der Moulin´à Musique, deren künstlerische Leiterin sie bis 2023 war. Mit ihren Programmen, an deren Erarbeitung wie auch Aufführung (als Geigerin, Schauspielerin und Pädagogin) da Silva beteiligt war, wendet sich die Molin à Musique an Kinder und Jugendliche. Sie tourte mit dieser Gruppe durch Kanada, Frankreich und Belgien. Das  Conseil québécois de la musique zeichnete 1997 das Programm Violin on a string mit einem Opus Award als beste Produktion für ein junges Publikum aus, La Maîtresse rouge und Dawn waren 2002 in der gleichen Kategorie für einen Opus Award nominiert.
Ihre Debüt als Autorin und Regisseurin hatte sie 2004 mit Bonnes Nouvelles, das ebenfalls unter den Finalisten für einen Opus Award war. Mit Francis Colpron, dem künstlerischen Leiter des Les Boréades Ensemble, realisierte sie 2006 Garde-robe. Als Schauspielerin und künstlerische Leiterin wirkte sie an der Musik-, Tanz- und Theaterproduktion Pierres blanches (2010) und der musikalischen Erzählung Gros Paul (mit dem Ensemble contemporain de Montréal) beteiligt. In  Fiddlehead! (2012), einer Koproduktion mit Jeunesses Musicales Canada, trat sie als Violinsolistin auf. Weiterhin leitete sie u. a. die Produktionen  Nocturne – En plein sous l’astre de midi (2017), Tableaux Musique (2019) und Dans la cuisine de l’Oreille (2021).